# 구포역 (한국철도공사)
구포역(Gupo station, 龜浦驛)은 부산광역시 북구 구포동에 위치해 있는 경부선의 철도역이다. 또한 구포역은 기존선 경유 KTX, ITX-새마을, ITX-마음, 무궁화호, 누리로가 모두 정차한다. 그리고 구포역은 부산 도시철도 3호선 구포역과 환승은 되지 않으나, 육교로 연결되어 있다. 이 역 건물 왼쪽의 육교를 넘어가면 부산 도시철도 2호선 구명역까지 걸어서 쉽게 갈 수 있도록 곳곳에 안내 표지판이 설치되어 있다.
또한 구포역은 국군수송사령부예하 TMO가 설치되어있는 역이다.
부산광역시 북구의 전통적 중심지 역할을 하는 매우 중요한 관리역이지만 역사의 규모는 많은 수요에 비해 심하게 노후화되고 규모도 작다.

## 역사
- 1905년 1월 1일 : 운전간이역으로 영업 개시
- 1985년 12월 30일 : 현 역사 신축 준공
- 1989년 4월 16일 : 구포-해운대 간 동서통근열차 운행 개시
- 1993년 3월 28일 : 구포역 열차 전복 사고

```
발생 
```

- 1998년 2월 16일 : 열차시간표 대개편에 따른 경부선 구포역 완행열차 비둘기호 운행종료 통일호로 승격 운행 개시
- 2002년 12월 2일 : 동서통근열차 폐지
- 2004년 4월 1일 : KTX 운행 개시
- 2006년 11월 15일 : 화물 취급 중지
- 2010년 11월 1일 : 경부고속철도 2단계 구간 개통으로 KTX 정차 횟수 대폭 감소
- 2013년 9월 27일 : 남도해양열차 정차 개시
- 2014년 5월 12일 : ITX-새마을 운행 개시
- 2015년 4월 2일 : 호남고속철도 개통 및 동해선 KTX 운행으로 KTX 감편
- 2016년 10월 5일 : 제18호 태풍 차바로 인한 삼랑진역~물금역구간 산사태로 인하여 임시 운행 중단
- 2023년 9월 1일 : ITX-마음 운행 개시
- 2025년 1월 1일 : 누리로 운행 종료

## 역 구조
승강장은 2면 5선의 쌍섬식 승강장으로 운용된다.

### 승강장
| ↑화명              |
| \| １２ \| ３４ \| |
| 사상↓              |

| 1 | 경부선 | KTX ITX-새마을 ITX-마음 무궁화호 | 사용하지 않음                           |
| 2 | 경부선 | KTX ITX-새마을 ITX-마음 무궁화호 | 목포 · 진주 · 동대구 · 대전 · 서울 방면 |
| 3 | 경부선 | KTX ITX-새마을 ITX-마음 무궁화호 | 부전 · 부산 방면                        |
| 4 | 경부선 | KTX ITX-새마을 ITX-마음 무궁화호 | 사용하지 않음                           |

## 역 주변

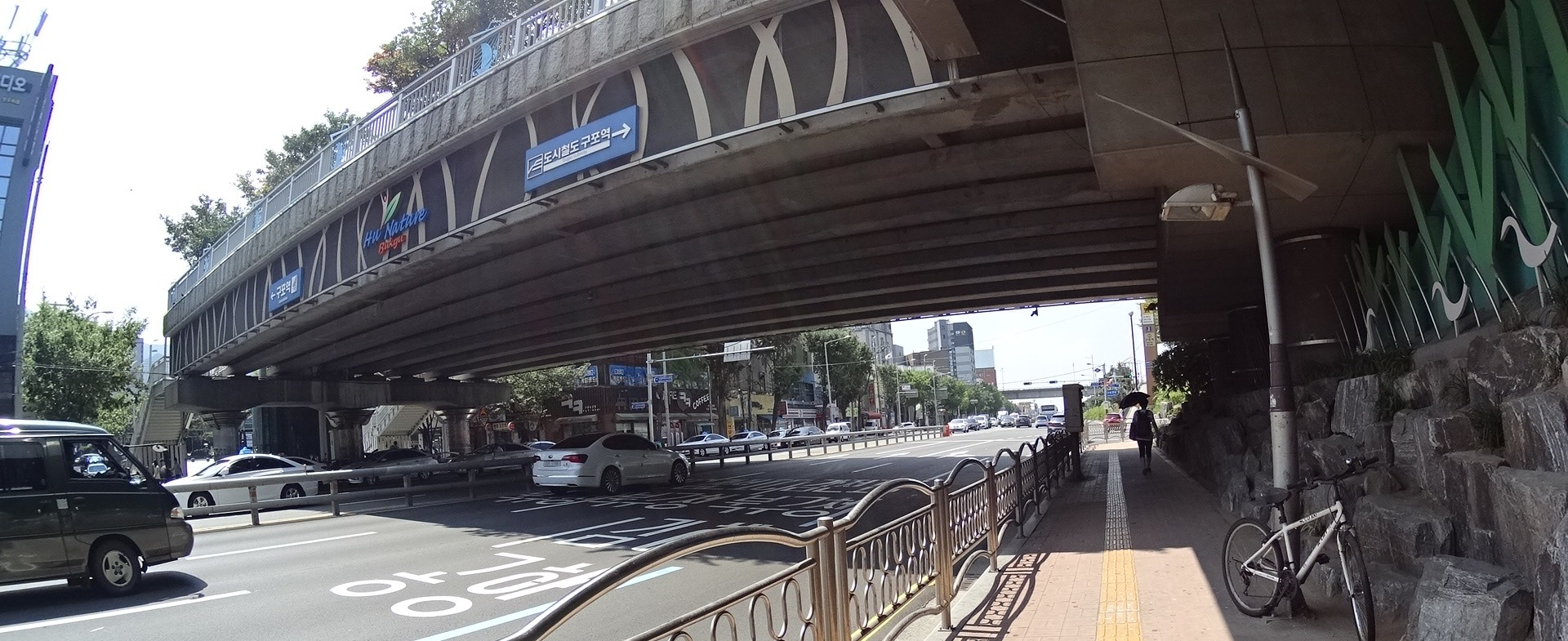
구포역 앞 육교. 낙동대로와 교차한다. 낙동대로 1700번지 부근이다.

- 구포시장
- 부산북부경찰서 구포1치안센터
- ● 부산 도시철도 3호선 구포역
- ● 부산 도시철도 2호선 구명역
- 구포대교
- 부산 2호선 구명역

## 승차량 변동
경부고속선 2단계 구간 개통으로 KTX 정차 횟수가 크게 줄어들었으나, 부산 시내에서는 부산역 다음으로 이용객이 많다.
| 연도와 승하차방향 | 연도와 승하차방향 | 연도와 승하차방향 | 이용 인원 | 이용 인원 | 이용 인원 | 이용 인원 | 이용 인원 | 이용 인원 |
| 연도와 승하차방향 | 연도와 승하차방향 | 연도와 승하차방향 | 경부선    | 경부선    | 경부선    | 경부선    | 경부선    | 경부선    |
| 연도와 승하차방향 | 연도와 승하차방향 | 연도와 승하차방향 | KTX       | 새마을    | 무궁화    | 통일      | 총계      |           |
| ----------------- | ----------------- | ----------------- | --------- | --------- | --------- | --------- | --------- | --------- |
| 2001년            | 하행              | 승차              | 미개통    | 480       | 61,199    | 12,581    | 79,452    |           |
| 2001년            | 하행              | 하차              | 미개통    | 296,988   | 1,205,800 | 65,211    | 1,645,161 |           |
| 2001년            | 상행              | 승차              | 미개통    | 311,679   | 1,469,702 | 63,176    | 1,922,233 |           |
| 2001년            | 상행              | 하차              | 미개통    | 832       | 66,511    | 97,385    | 170,032   |           |
| 2002년            | 하행              | 승차              | 미개통    | 340       | 41,632    | 8,354     | 55,590    |           |
| 2002년            | 하행              | 하차              | 미개통    | 310,498   | 1,103,479 | 57,238    | 1,536,195 |           |
| 2002년            | 상행              | 승차              | 미개통    | 329,388   | 1,320,344 | 56,434    | 1,774,198 |           |
| 2002년            | 상행              | 하차              | 미개통    | 1,921     | 50,697    | 68,861    | 126,763   |           |
| 2003년            | 하행              | 승차              | 미개통    | 277       | 30,508    | 1,425     | 34,533    |           |
| 2003년            | 하행              | 하차              | 미개통    | 319,106   | 1,101,502 | 48,287    | 1,528,338 |           |
| 2003년            | 상행              | 승차              | 미개통    | 347,696   | 1,290,300 | 55,368    | 1,755,305 |           |
| 2003년            | 상행              | 하차              | 미개통    | 760       | 34,827    | 4,166     | 42,261    |           |
| 2004년            | 하행              | 승차              | 1175      | 830       | 19741     | 339       | 22085     |           |
| 2004년            | 하행              | 하차              | 384,461   | 277,089   | 977,197   | 14,701    | 1,653,448 |           |
| 2004년            | 상행              | 승차              | 404,775   | 328,105   | 1,055,707 | 13,545    | 1,802,132 |           |
| 2004년            | 상행              | 하차              | 354       | 1,722     | 22,276    | 703       | 25,055    |           |
| 2005년            | 하행              | 승차              | 3,382     | 1,065     | 16,519    | 50        | 21,016    |           |
| 2005년            | 하행              | 하차              | 851,799   | 205,490   | 946,337   | 4,361     | 2,007,987 |           |
| 2005년            | 상행              | 승차              | 860,774   | 267,977   | 944,712   | 6,374     | 2,079,837 |           |
| 2005년            | 상행              | 하차              | 1,247     | 1,368     | 18,843    | 85        | 21,543    |           |

## 인접한 역
| 경부선             | 경부선               | 경부선             |
| ------------------ | -------------------- | ------------------ |
| 물금 행신 방면     | KTX 경부선 구포 경유 | 부산 방면          |
| 물금 서울 방면     | ITX-새마을 경부선    | 부산 방면          |
| 물금 서울 방면     | ITX-마음 경부선      | 부산 방면          |
| 화명 서울 방면     | 무궁화호 경부선      | 부산 방면          |
| 화명 목포 방면     | 무궁화호 경전선      | 사상 부전 방면     |
| 물금 광주송정 방면 | 남도해양열차         | 부산 방면          |
| 경부선·동해선      |                      |                    |
| 밀양 서울 방면     | ITX-새마을 동해선    | 부전 신해운대 방면 |

## 사건 및 사고
1993년 3월 28일, 이 역 인근에서 무인가 발파 작업으로 인한 선로 노반의 침하로 78명의 사망자와 198명의 부상자가 발생하였다.

## 사진

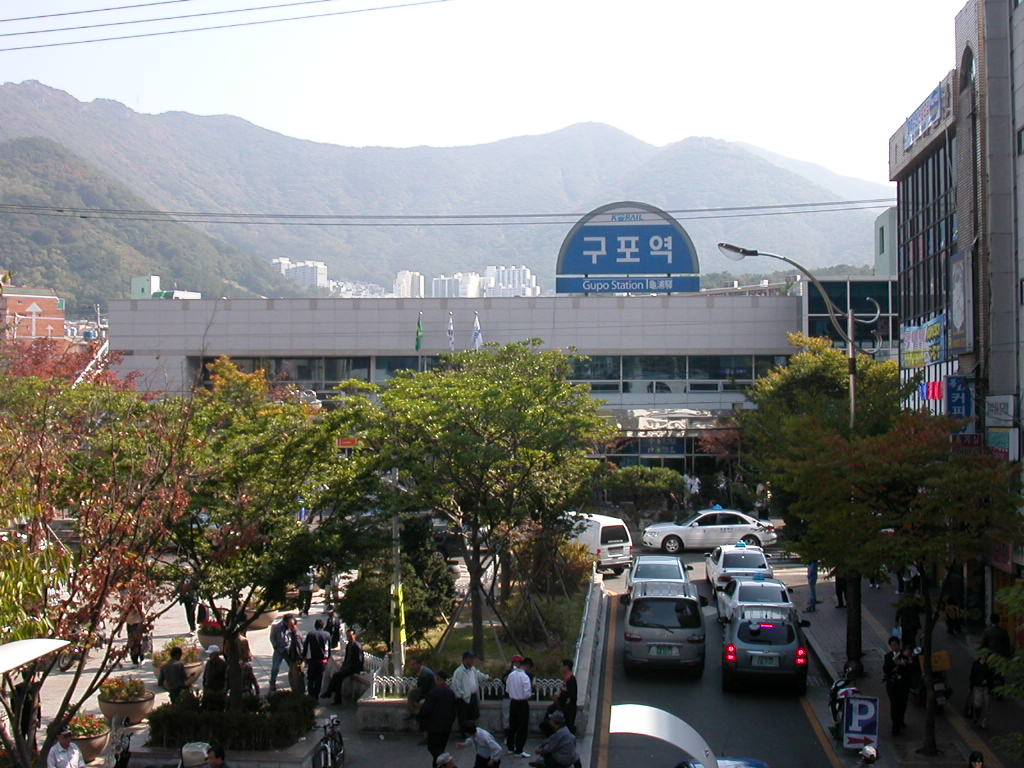
역사 전면

## 같이 보기
- 구포역 열차 전복 사고